# Municipio de Denton (Arkansas)
El municipio de Denton (en inglés: Denton Township) es un municipio ubicado en el condado de Scott en el estado estadounidense de Arkansas. En el año 2010 tenía una población de 373 habitantes y una densidad poblacional de 4,98 personas por km².

## Geografía
El municipio de Denton se encuentra ubicado en las coordenadas 34°52′53″N 94°10′49″O / 34.88139, -94.18028. Según la Oficina del Censo de los Estados Unidos, el municipio tiene una superficie total de 74.89 km², de la cual 74,36 km² corresponden a tierra firme y (0,7 %) 0,52 km² es agua.

## Demografía
Según el censo de 2010, había 373 personas residiendo en el municipio de Denton. La densidad de población era de 4,98 hab./km². De los 373 habitantes, el municipio de Denton estaba compuesto por el 88,74 % blancos, el 1,34 % eran afroamericanos, el 0,54 % eran amerindios, el 5,09 % eran asiáticos, el 2,14 % eran de otras razas y el 2,14 % eran de una mezcla de razas. Del total de la población el 4,83 % eran hispanos o latinos de cualquier raza.